# Hikmet Sami Türk
Hikmet Sami Türk né en 1935 à Of, est un professeur de droit et homme politique turc.
Il termine ses études secondaires au Lycée de Kabataş en 1954, diplômé de la faculté de droit de l'Université d'Istanbul en 1958. Il termine son doctorat à l'Université de Cologne en 1964. Il commence à travailler à l'Université d'Ankara dès 1967. Spécialiste de droit commercial. Il devient professeur des universités de droit en 1988. Membre du parti de la gauche démocratique entre 1995-2019. Député de Trabzon (1995-2002), ministre d'État chargé des droits de l'homme (1997-1999), ministre de la défense (1999) et ministre de la justice (1999-2002). La peine de mort a été aboli en Turquie en 2002 quand il était ministre de la justice. Il quitte son parti pour soutenir Ekrem İmamoğlu en 2019.